# Arvid Sjöqvist

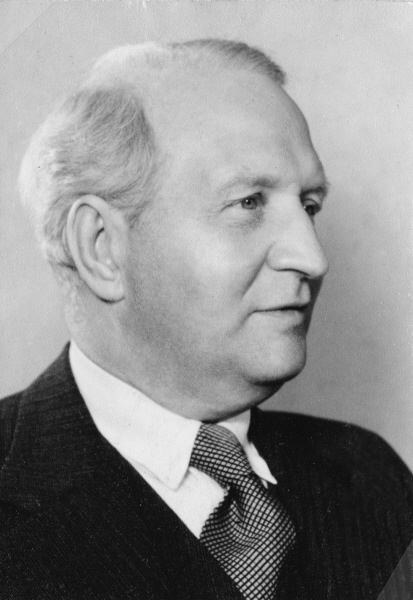
Arvid Sjökvist

John Arvid Sjöqvist, född den 18 november 1884 i Stockholm, död den 22 mars 1960 i Hedvig Eleonora församling i Stockholm, var en svensk arkitekt och OS-seglare.

## Liv och verk
Arvid Sjöqvist var son till byggherren och storbyggmästaren Johan Sjöqvist. Han studerade vid Kungliga tekniska högskolan 1903–1907 med fortsatta studier vid Kungliga Akademien för de fria konsterna 1907–1910. Han verkade i Stockholm och från 1913 var han Tjänstgörande arkitekt utom stat vid Överintendentsämbetet och senare Byggnadsstyrelsen.
Han var verkställande direktör i Fastighets AB Drott 1938–1955, ordförande i Stockholms stadshypoteksförening till 1955 samt värderingsman i Stockholms stads brandförsäkringskontor från 1912. Han satt vidare i styrelserna för Stockholms fastighetsägareförening, Försäkringsbolaget Framtiden samt Stockholms sjukhem.
Arvid Sjöqvist var en hängiven seglare och tävlade i de Olympiska sommarspelen 1912 tillsammans med sin tvillingbror Fritz i 8-meters-klassen där de slutade 5:a.
En näsduk med personligt monogram tillhörig Sjöqvist användes som bevisning vid rättegången i Stockholms Rådhusrätt 1910 mot rånmördaren Alfred Ander, den sista person som avrättats i Sverige. Näsduken hade suttit virad runt handtaget och kroken på det besman som Ander använde vid rånet för att göra kassörskan på växelkontoret medvetslös. När näsduken via bl.a. monogrammet spårats till Sjöqvist visade det sig att dennes familjs sommarställe låg granne med Anders fars stuga ute på Karlsudd vid Vaxholm. Ander antogs ha kommit över näsduken vid en stöldräd mot sommarvillan, även andra föremål från den hittades bland hans tillhörigheter vid en husrannsakan.
Arvid Sjöqvist är begravd på Norra begravningsplatsen utanför Stockholm.

## Verk i Stockholm (urval)
- Erik Dahlbergsallén 3, 1913–1914
- Värtavägen 8 och 10, 1914–1915
- Södermannagatan 54 och 56, 1913–1915
- Bjurholmsplan 22–24, 1913–1916
- Birger Jarlsgatan 39, 1917–1918
- Bjurholmsgatan 34/Ringvägen 139, 1925–1926
- Östgötagatan 73 - Gotlandsgatan 56, 1924–1925
- Götgatan 21, 1928–1930, tillsammans med Jakob Hebert
- Jutas Backe 1 - Birger Jarlsgatan 39, 1917–1918
- Livförsäkrings AB Framtidens hus, Birger Jarlsgatan 50–52, 1926
- Stockholms stads hypoteksförenings hus, Kungsgatan 42 , 1930–1932

## Bilder

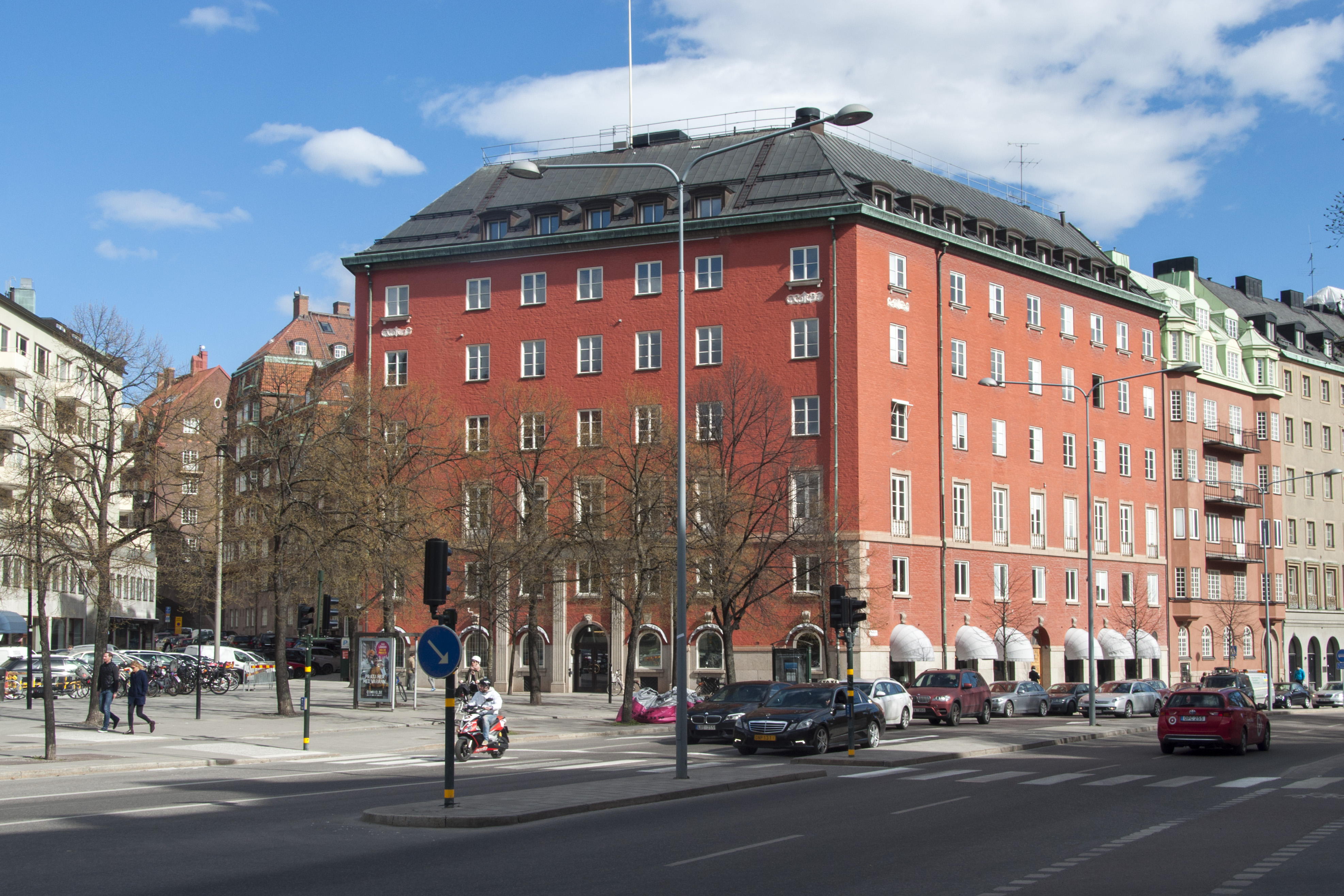
Livförsäkrings AB Framtidens hus
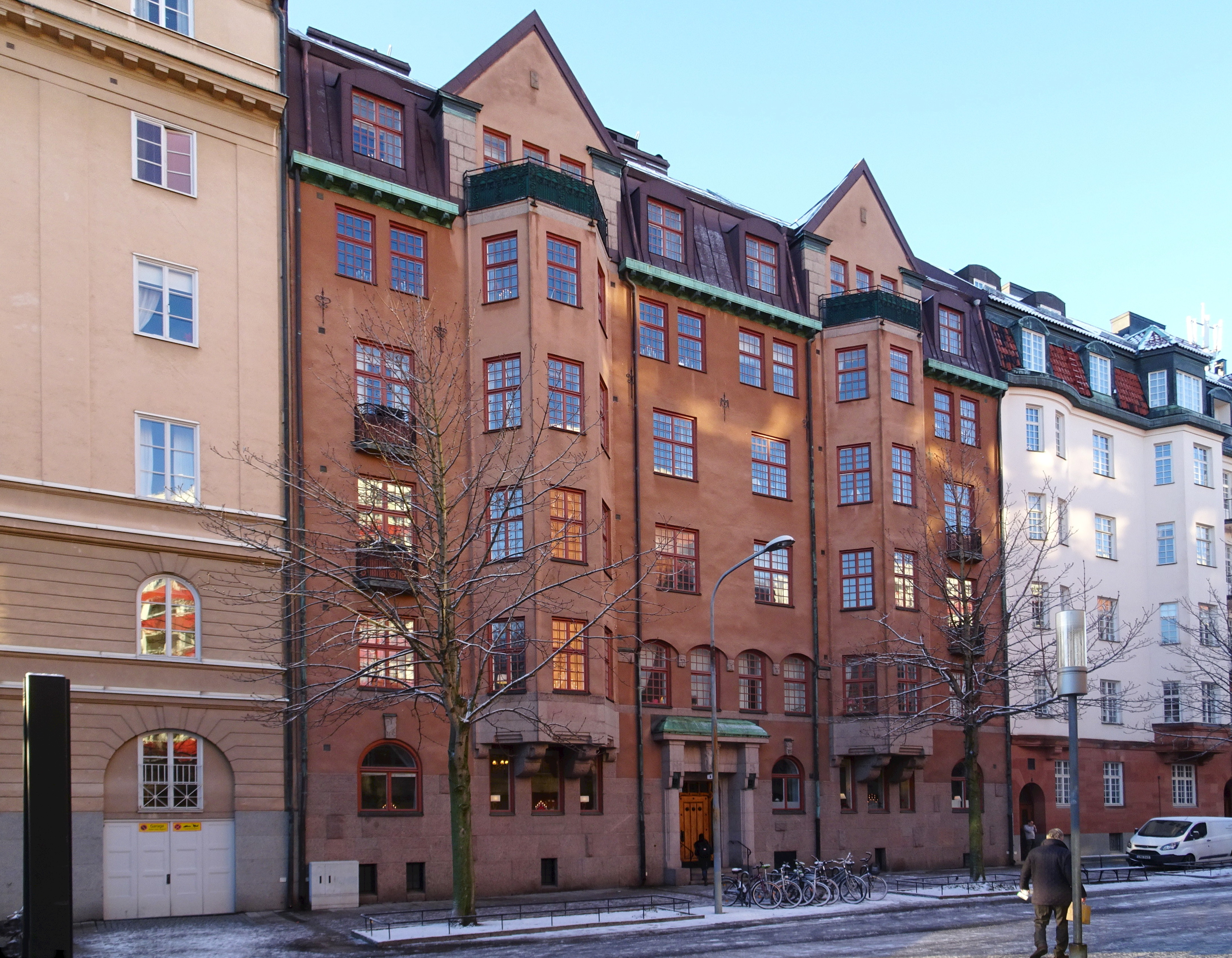
Erik Dahlbergsallén 3
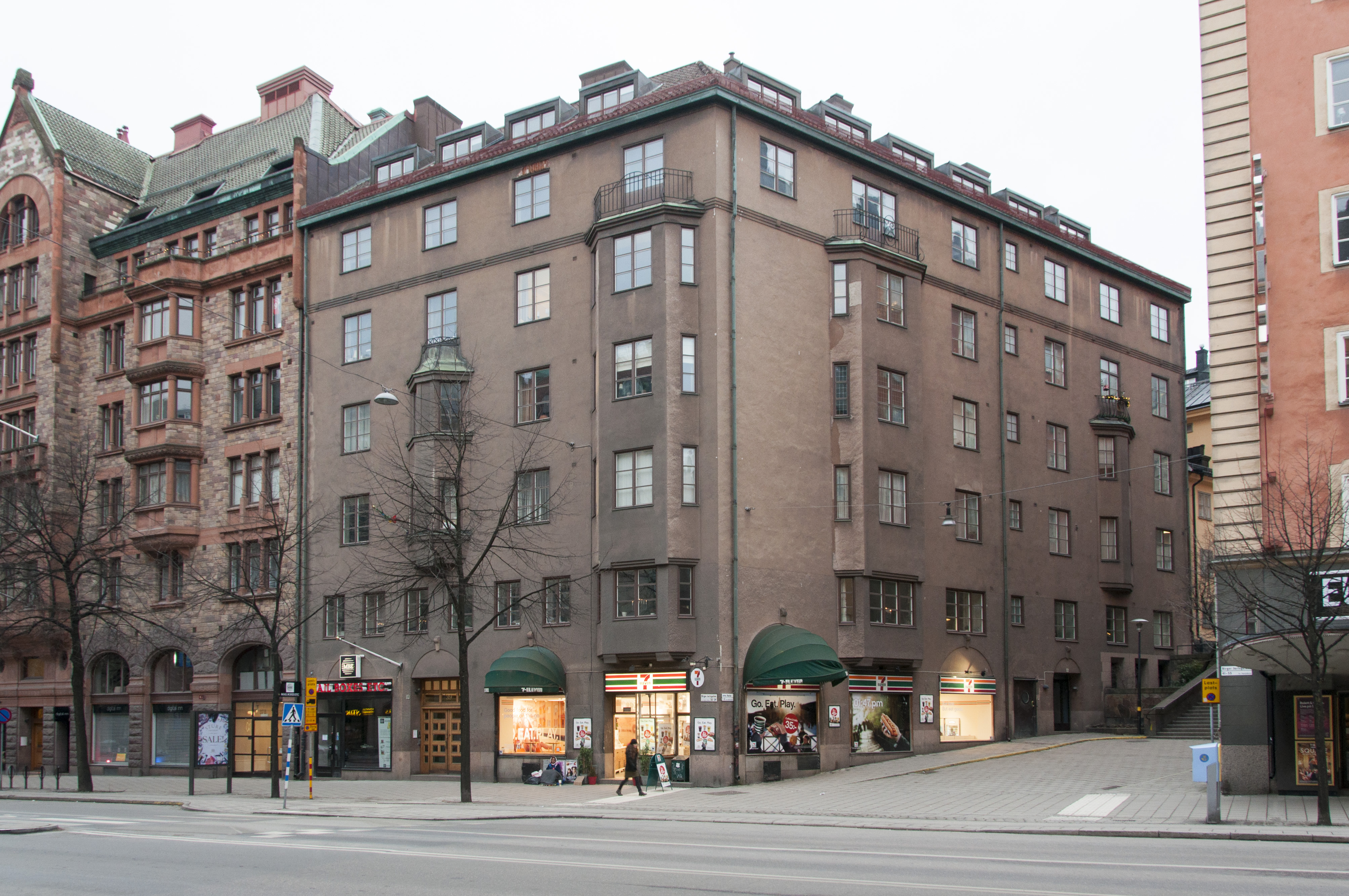
Birger Jarlsgatan 39
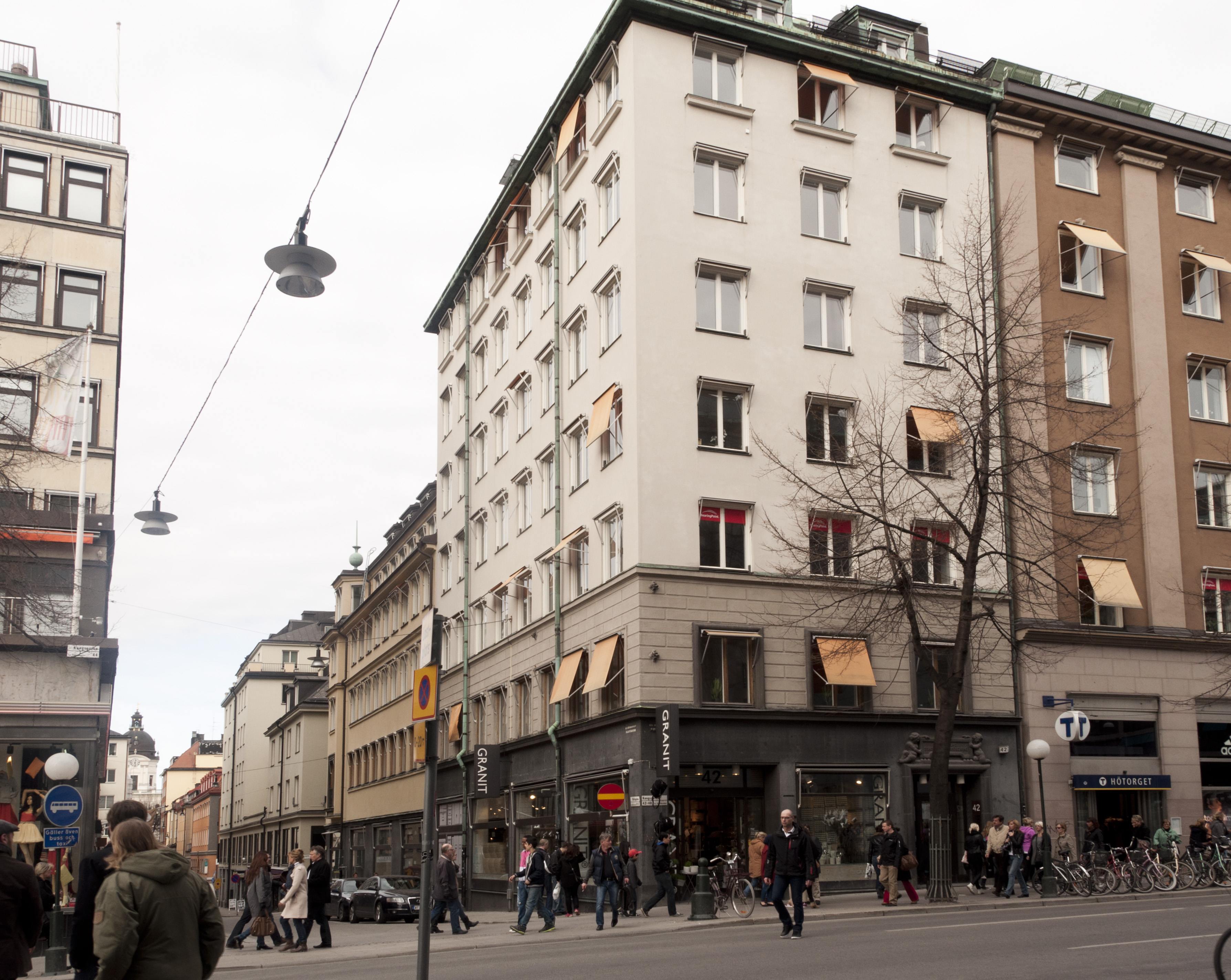
Stockholms stads hypoteksförenings hus